# Friday Afternoons
Friday Afternoons (Tardes de divendres), op. 7, és una col·lecció de 12 cançons que Benjamin Britten va compondre entre 1933 i 1935 per als alumnes de la Clive House School, Prestatyn, on el seu germà, Robert, n'era el director. Dues de les cançons, Cuckoo i Old Abram Brown, es van utilitzar en la pel·lícula Moonrise Kingdom.

## Composició
Poc temps després de graduar-se a la Royal College of Music, Britten va començar a compondre la seva col·lecció de cançons majoritàriament unisones (l'última cançó, Old Abram Brown, és un cànon) amb textos que va seleccionar de Walter de la l'antologia Come Hither de Walter de la Mare. Britten va anotar en el seu diari el 2 de novembre de 1933 (just un mes abans del seu vintè aniversari) que havia compost aquella tarda «una cançó, per a R.H.M.B. & Clive House, molt lleugera i dolenta: I mun be married a Sunday». Ee-Oh! va ser la següent el 19 de desembre.
No hi va haver cap més esment en el diari de Britten de compondre cançons escolars fins al maig de 1934, quan va estar un temps amb Robert a Clive House i el va ajudar amb els alumnes amb classes de criquet i de cant. Després va resumir la feina feta en les seves cançons, incloent A New Year Carol, una composició enquadrada en el tradicional Levy-Dew. Va completar la col·lecció l'agost de 1935 amb la cançó Begone, Dull Care.
El títol de la col·lecció era al principi Twelve Songs for Schools, però a suggeriment de Robert Britten va ser canviat a Friday Afternoons, perquè era el dia en què es cantaven a Clive House. Britten la va dedicar a "R.H.M. Britten and the boys of Clive House, Prestatyn".

## Cançons
1. "Begone, Dull Care" (Anon.)
2. "A Tragic Story" (Thackeray)
3. "Cuckoo!" (Jane Taylor)
4. "Ee-Oh!" (Anon.)
5. "A New Year Carol" (Anon.)
6. "I Mun Be Married on Sunday" (Nicholas Udall)
7. "There Was a Man of Newington" (Anon.)
8. "Fishing Song" (Izaak Walton)
9. "The Useful Plough" (Anon.)
10. "Jazz-Man" (Eleanor Farjeon)
11. "There Was a Monkey" (Anon.)
12. "Old Abram Brown" (Anon.)